# Церковь Апостола Филиппа и Николая Чудотворца (Великий Новгород)
 Церковь Апостола Филиппа и Николая Чудотворца на Ну́тной у́лице — православный храм в Великом Новгороде. Принадлежит к Новгородской епархии Русской православной церкви.

## История
Первая каменная церковь на этом месте была выстроена в 1383—1384 годы посадниками Родиславом Даниловичем, Устином и Филиппом.
Церкви Филиппа Апостола и Николы Чудотворца построены в 1527—1528 годах на Нутной улице новгородскими и московскими купцами. Это были две самостоятельные приходские церкви, построенные на одном основании. В последующие века церкви неоднократно перестраивались. В 1608 году два прихода сливаются в один. В XVII веке, была пристроена колокольня с шатровым завершением.
В 1899 году церковь Николы Чудотворца была почти полностью разобрана, сохранились лишь западная стена, следы на смежной стене церкви Филиппа Апостола и остатки фундаментов.
В ходе хрущёвской антирелигиозной кампании в Новгороде в 1962 году Николо-Дворищенский собор был изъят под музей. Приходскую общину перевели в окраинную Филипповскую церковь. Она была вновь освящена 28 сентября 1962 года и до 1989 года оставалась единственной действующей в городе.
По воспоминаниями архиепископа Льва (Церпицкого): «в большие праздники молиться там было очень трудно, потому что народу собиралось столько, что стены „плакали“». После присоединения Новгородской епархии к Ленинградской, митрополит Ленинградский Никодим (Ротов) регулярно приезжал сюда служить. «Митрополит приезжал обычно на праздник иконы Знамения Божией Матери, на день святителя Никиты, да несколько раз в течение Великого поста. Постепенно он стал привозить с собой зарубежные делегации. Естественно, это вызывало крайнее недовольство местной власти. Новгород, в общем-то, был закрытым городом, и митрополиту стоило больших трудов через Москву „пробивать“ эти поездки. Я был несколько раз свидетелем его очень эмоциональных телефонных разговоров с Советом по делам религий. Но постепенно к этому привыкли, и тогда появилась возможность поставить в храме новый, исполненный в древнерусском стиле иконостас». (Трёхъярусный тябловый иконостас в 1969 году написали для храма московские иконописцы; в подцерковье в 1968 году был освящен придел в честь Всех Новгородских святых — в нём установлен иконостас, написанный архиепископом Сергием (Голубцовым)).
В 1969—1970 годы проводились обмеры и исследования памятника, из-под завалов раскрыты остатки стен Никольской церкви, составлен проект реставрации, однако в Москве был наложен запрет на расширение действующего храма, и митрополит Никодим (Ротов) почти 10 лет добивался отмены этого постановления. Только после подписания СССР Хельсинкских соглашений дело сдвинулось с мёртвой точки — в 1977 году начались строительные работы по проекту Нинели Кузьминой. Памятник архитектуры был восстановлен в формах XVI века с сохранением западной паперти и колокольни XVIII века.
В ограде храма погребён новгородский краевед Василий Передольский († 1907). Его деревянный дом, стоявший напротив церкви, был в 1994 году разобран и в 2000-х годах «воссоздан» в кирпиче с деревянной обшивкой для нужд «епархиального духовно-просветительного центра».